# Garciotum
Garciotum es un municipio y localidad española de la provincia de Toledo, en la comunidad autónoma de Castilla-La Mancha. El término municipal tiene una población de 215 habitantes (INE 2024).

## Toponimia
El término Garciotum se deriva de la unión de dos nombres o apellidos, García y Fortún, probablemente nombre de la persona o personas que repoblaron la zona tras la reconquista. No está claro si ha de escribirse terminando en n o en m, pero la versión del ayuntamiento actual es de llamarlo Garciotum.

## Geografía
El municipio se encuentra situado en «una ladera con exposición al sur» en la comarca de la Sierra de San Vicente y linda con los términos municipales de Pelahustán, Nuño Gómez, Cardiel de los Montes, Castillo de Bayuela y El Real de San Vicente, todos de Toledo. Por el término discurren dos arroyuelos denominados de los Molinos y de San Benito.

## Historia
Garciotum nace como aldea de repoblación cuya fundación se realizó por Garçi Fortun, nombre de donde derivó la población actual. En 1250 queda mencionado por primera vez en las Relaciones del Cardenal Gil Torres al obispo de Ávila. 
Garciotum, junto con Hinojosa, El Real, Nuño Gómez y Marrupe son aldeas que pertenecían al señorío jurisdiccional de Castillo de Bayuela, cuyo título de villazgo del señorío se otorgó el 12 de octubre de 1393. El primer señor de la jurisdicción fue Ruy López Dávalos, después el condestable Álvaro de Luna, a su muerte pasó a su mujer doña Juana de Pimentel quien lo ofrece a su hija doña María de Luna y Pimentel, la cual casa con don Íñigo López de Mendoza (II duque del Infantado). De esta forma el señorío pasará a la familia de los Mendoza, después Portocarrero y después Duques de Híjar. 
Para 1594 Garciotum poseía 96 casas, es decir, unos 480 vecinos.
La independencia de Garciotum y su carta de villazgo es otorgada por Felipe IV el 21 de septiembre de 1663 siendo marqués de Montesclaros y Castillo de Bayuela don Luis Fernández Portocarrero. A través de su título de villazgo se erigió la horca y la picota en la plaza principal del pueblo.
En el siglo XVIII, a través del catastro del marqués de la Ensenada, Garciotum posee 51 casas (unos 255 vecinos). Respecto a las posesiones de la villa tenía un ayuntamiento, un horno de cal, una dehesa boyal, numerosas fincas y huertos por diversos parajes, dos molinos harineros y uno de aceite y entre sus ganados había 150 bueyes, vacas y terneras; 8 caballos, potros y yeguas; 550 cerdos; 340 ovejas y corderos; 270 cabras y cabritos y por último 235 colmenas.
A mediados del siglo XIX, la villa tenía contabilizada una población de 409 habitantes, con unas 50 casas y una escuela dotada con 650 reales a la que acudían 8 niños y 12 niñas. El presupuesto municipal ascendía a 2100 reales. Aparece descrita en el octavo volumen del Diccionario geográfico-estadístico-histórico de España y sus posesiones de Ultramar de Pascual Madoz de la siguiente manera:

GARCIOTUN: v. con ayunt. en la prov. de Toledo (10 leguas), part. jud. de Escalona (4), aud. terr. de Madrid (16), dióc. de Avila (14), c g. de Castilla la Nueva. sit. en una ladera con esposicion al S., es de clima cálido, reinan los vientos E. y O., y se padecen intermitentes y gástricas: tiene 50 casas, separadas la mayor parte unas de otras, que ocupan mucho terreno; consistorial, cárcel, pósito sin fondos; escuela de primeras letras, dotada con 650 rs. de los fondos públicos, á la que asisten 8 niños y 12 niñas: igl. parr. dedicada á Sta. Maria Magdalena, curato de entrada y provision ordinaria; en los afueras una erm. casi arruinada al O., el cementerio al N., y 4 fuentes en varios puntos para el uso del vecindario. Confina el térm. por N. con los del Real de San Vicente y Pelahustan; E. Nuñogomez; S. Cardiel, y O. Castillo de Bayuela, á dist. de 1/4 á 3/4 de leg., y comprende una deh. boyal, poblada de encinas, enebros y monte bajo, algunos prados de secano y pocos de regadio, cuyo beneficio reciben de 2 arroyuelos titulados de los Molinos y de San Benito, que fertilizan los linos y patatas de algunos pequeños huertos. El terreno es pedregoso é intransitable en su mitad con bastantes cordilleras, y la otra mitad llano y de monte: los caminos vecinales á los pueblos inmediatos, y pasa tambien el cordel de las merinas que bajan á Estremadura: el correo se recibe en Talavera de la Reina por los mismos interesados. prod.: trigo, centeno, patatas, aceite, seda y frutas; se mantiene ganado lanar, vacuno, de cerda y caballerias menores; se cria caza menuda. ind. y comercio: 2 molinos harineros, 2 de aceite; se vende el ganado y la seda. pobl.: 22 vec., 136 alm. cap. prod.: 127,533 rs. imp. 3,488. contr.: segun el cálculo oficial de la prov, 74'48 por 100. presupuesto municipal 2,100 rs. que se cubre con el producto de propios y arbitrios.
(...)
Este pueblo correspondia al estado de Castillo de Bayuela perteneciente al Sr. duque de Hijar; fué ald. de la misma y se hizo v. por real privilegio de 21 de septiembre de 1,663; fué la última de las que componian el estado que consiguió esta distincion.
(Madoz, 1847, pp. 310-311)

## Demografía
Cuenta con una población de 215 habitantes (INE 2024).

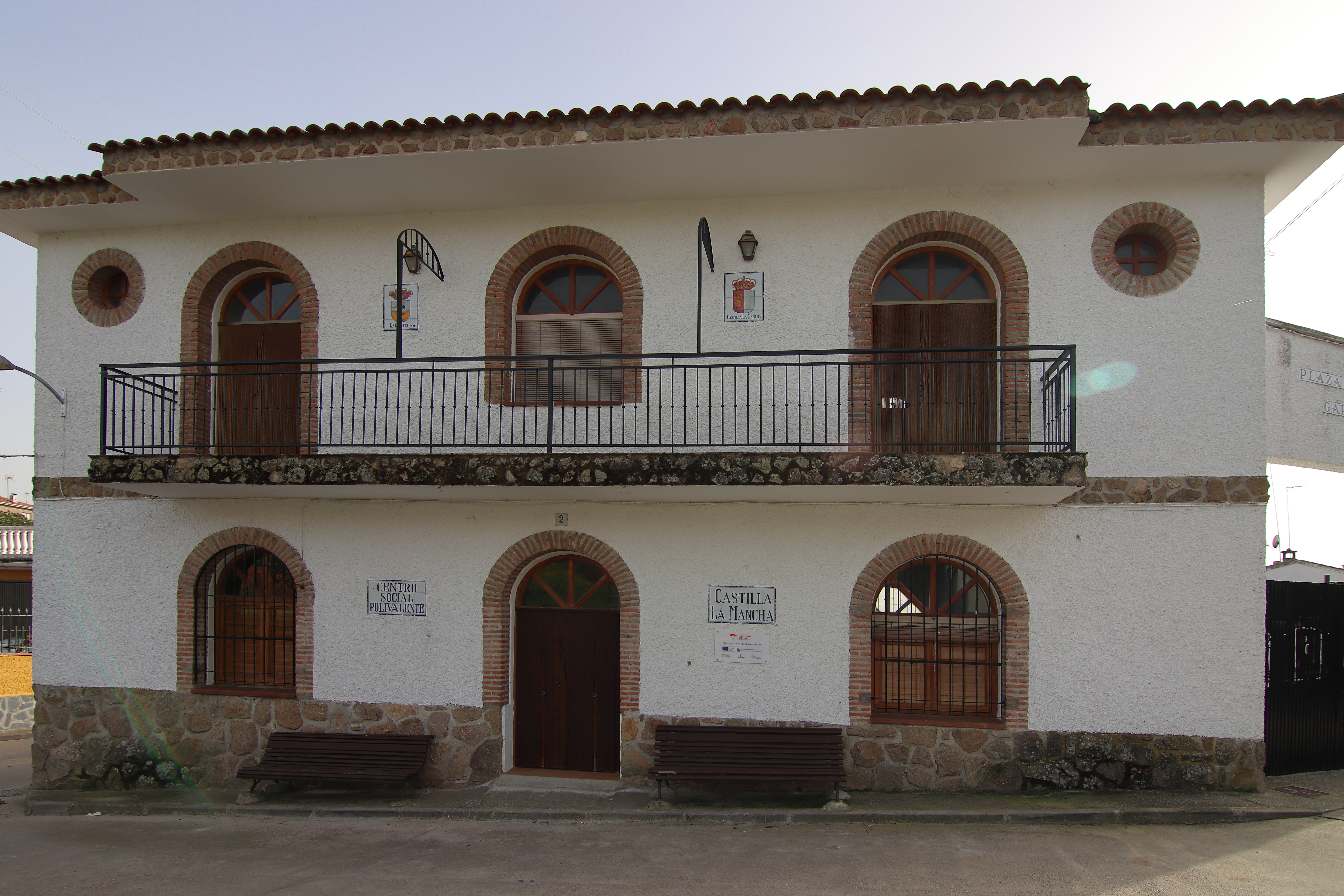
Centro social polivalente

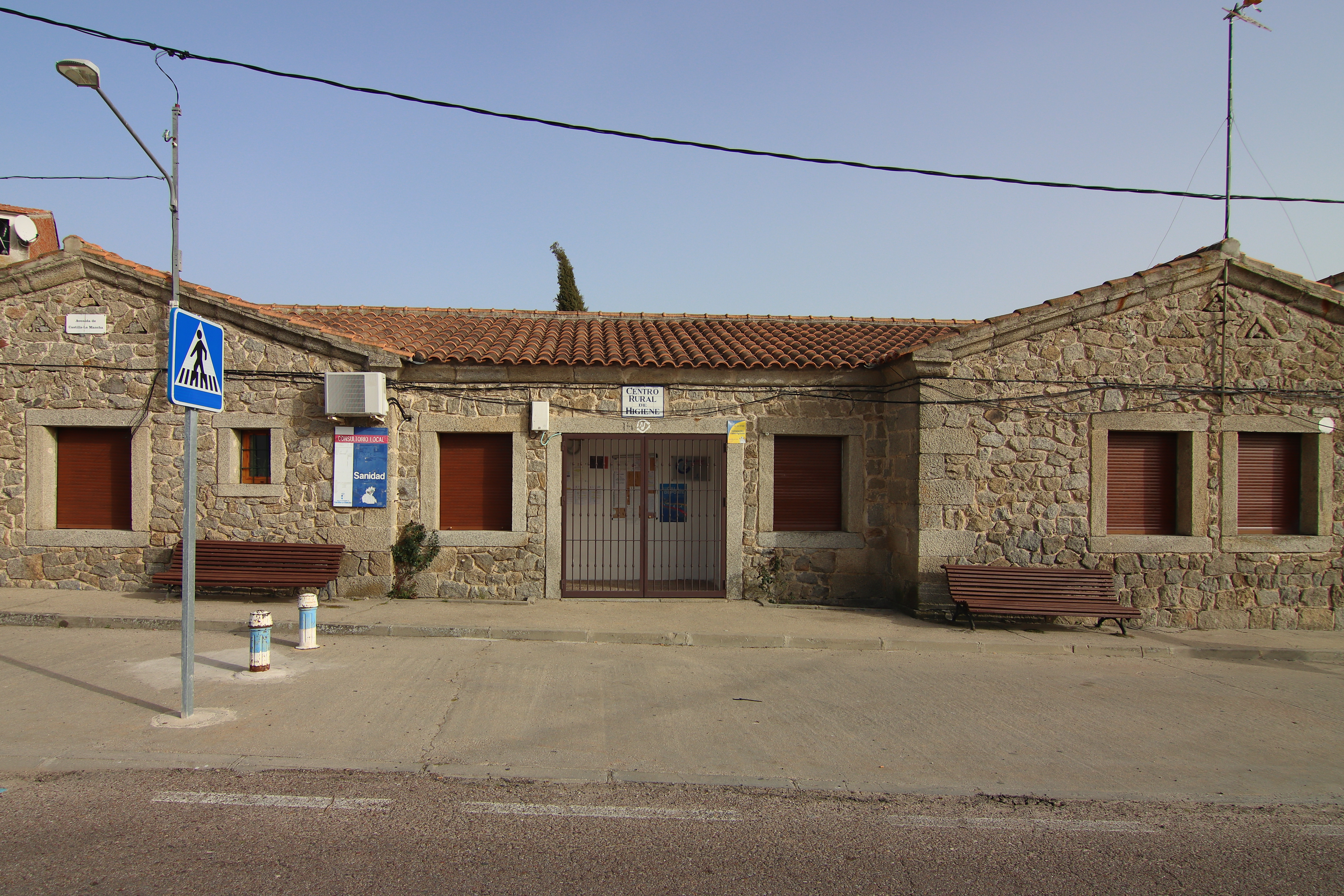
Consultorio local

## Administración y política
| Periodo   | Nombre                   | Partido   |
| --------- | ------------------------ | --------- |
| 1979-1983 | José Domingo Escribano   | UCD       |
| 1983-1987 | José Domingo Escribano   | AP/PDP/UL |
| 1987-1991 | Avelino Martín Amigo     | PSOE      |
| 1991-1995 | Avelino Martín Amigo     | PSOE      |
| 1995-1999 | Avelino Martín Amigo     | PSOE      |

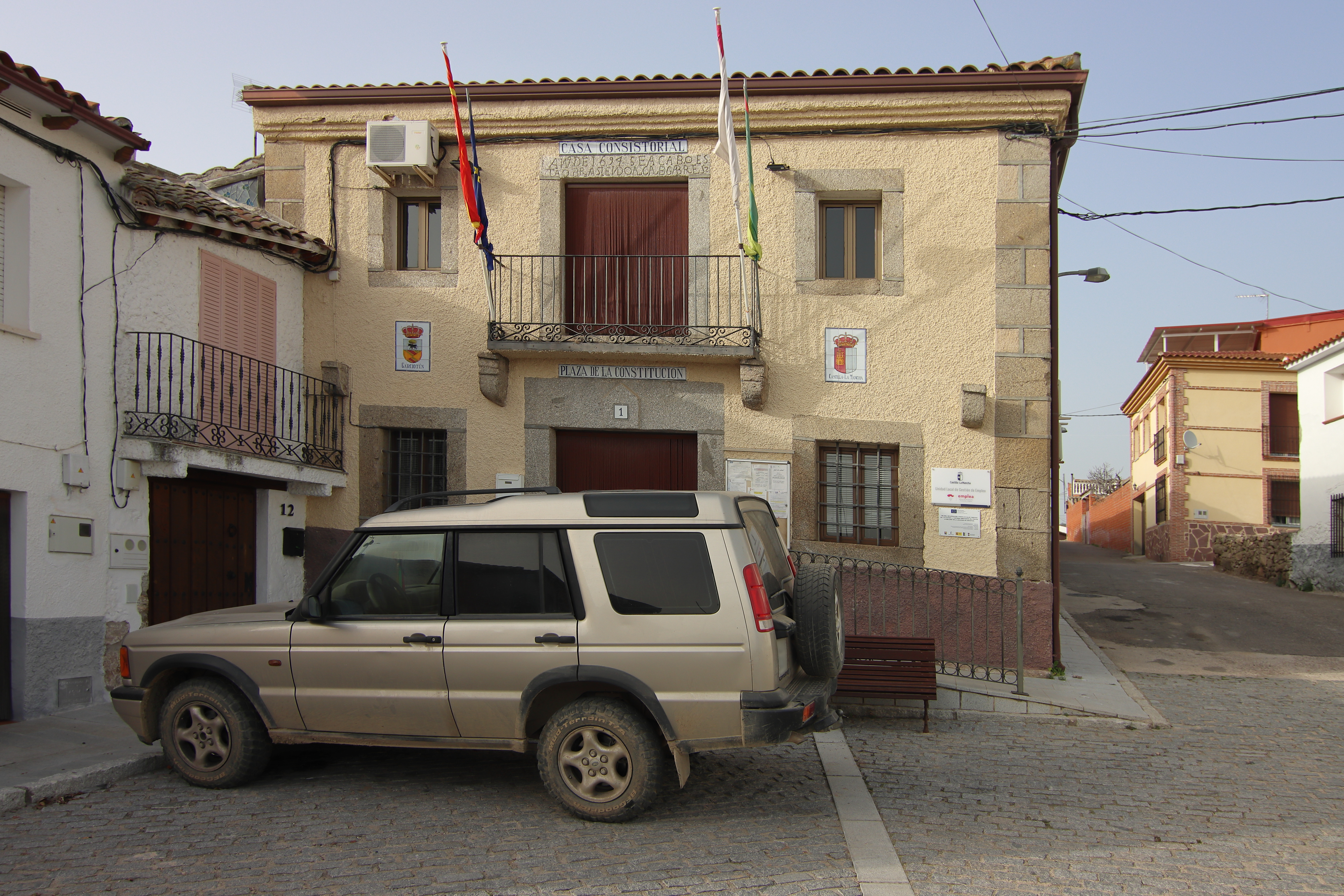
Casa consistorial

| 1999-2003 | Cristino Sánchez Jiménez | PSOE      |
| 2003-2007 | Cristino Sánchez Jiménez | PSOE      |
| 2007-2011 | Carlos David Palomares   | PSOE      |
| 2011-2015 | Carlos David Palomares   | PSOE      |
| 2015-2019 | Carlos David Palomares   | PSOE      |
| 2019-2023 | Carlos David Palomares   | PSOE      |

## Patrimonio

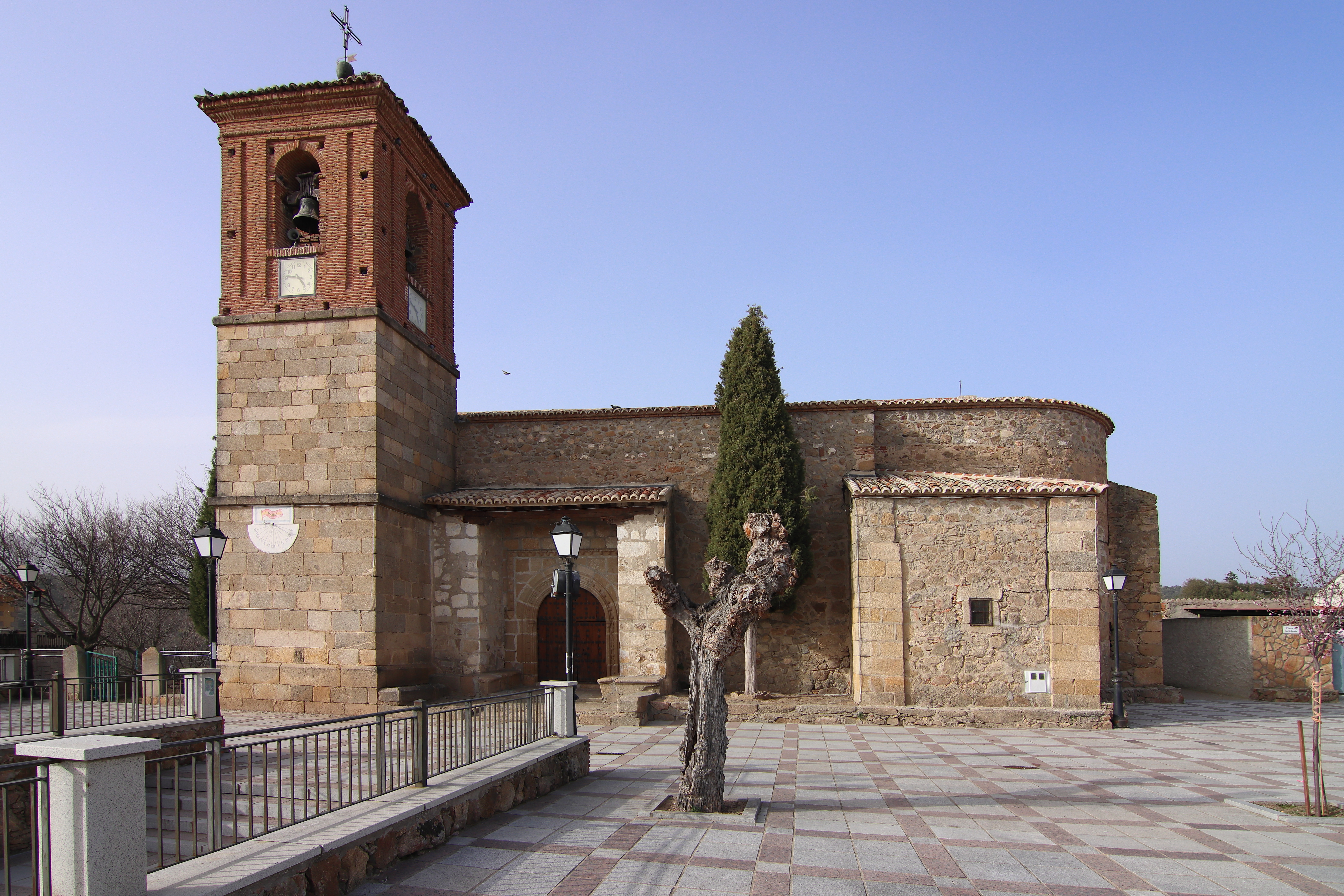
Iglesia de Santa María Magdalena, Garciotum, fachada principal

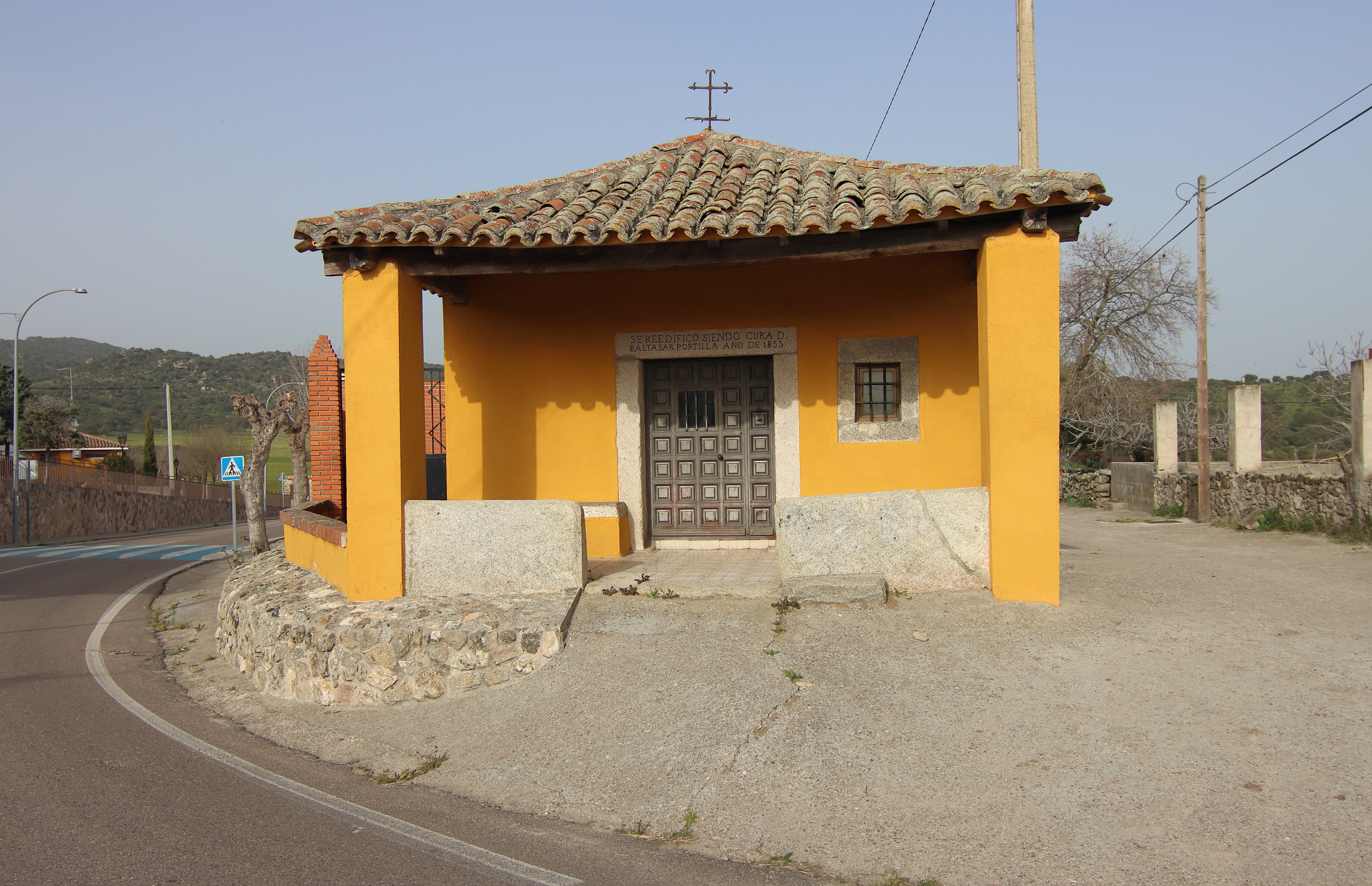
Ermita de la Purísima

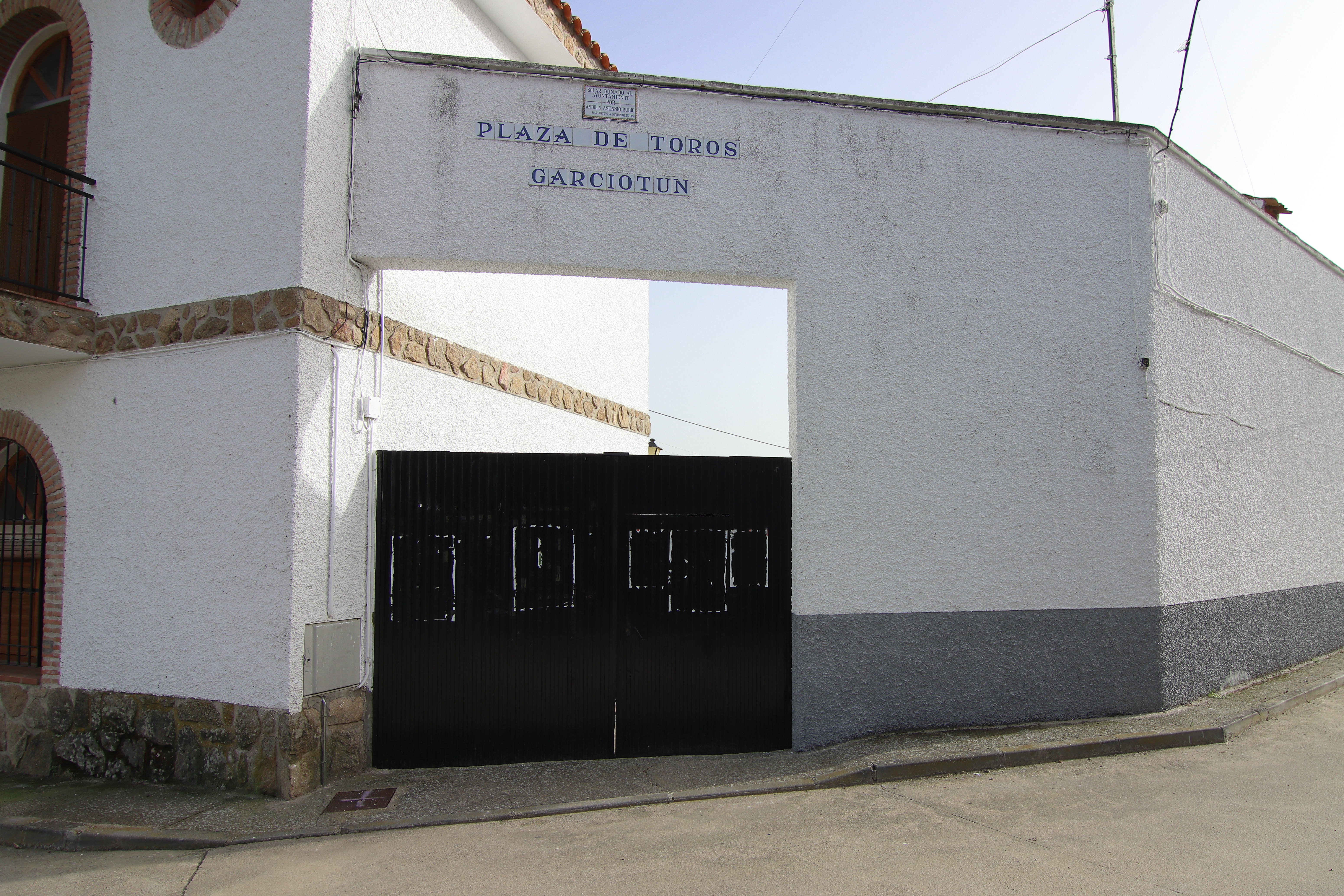
Plaza de toros

- Iglesia parroquial de Santa María Magdalena: templo de estilo gótico-renacentista de finales del siglo XV. Está levantado en mampostería a excepción de la torre que lo hace en sillería y ladrillo al tratarse de una obra del siglo XVII. Es iglesia de una sola nave y ábside semicircular en cuyo interior destacan sus capiteles decorados con iconografía vegetal, antropomorfa y zoomorfa. Destaca su portada de estilo gótico-renacentista del momento de los Reyes Católicos, con acceso por vano de medio punto enmarcado en alfiz y todo decorado con las bolas o perlas del momento entremezclado con decoración vegetal.
- Ermita de la Purísima: pequeña construcción del siglo XVIII, de planta rectangular, espacio único y pórtico adintelado en la entrada. Posee una inscripción en su acceso que dice: SE REEDIFICÓ SIENDO CURA D. BALTASAR PORTILLA AÑO DE 1853.
- Puente romano o de los Molinos: puente levantado sobre el arroyo Saucedoso y conocido popularmente como puente romano aunque su construcción se levantó en 1607 por el maestro de cantería y vecino de Buenaventura Miguel de Castro. Está realizado en piedra labrada, de un solo ojo de medio punto y con pretil y calzada conservada.
- Puente de los Pilones: construcción de piedra levantado sobre el arroyo Saucedoso. Consta de tres ojos adintelados cuya base son grandes lajas de piedra.
- Casa consistorial: construcción levantada en el siglo XVII tras la independencia de la villa. Es de dos plantas y en el dintel del balcón principal se puede leer: AÑO DE 1694. SE ACABO ESTA OBRA SIENDO ALCALDE GABRIEL SANCHEZ. En su origen estuvo cubierta por un soportal y albergaba la cárcel de la villa.

## Fiestas
- 22 de julio: Santa María Magdalena.
- 14 de septiembre: Cristo de la Luz.